# Osburh
Osburh est la première épouse du roi Æthelwulf de Wessex et la mère de tous ses fils, dont Alfred le Grand.

## Biographie
D'après la biographie d'Alfred le Grand rédigée de son vivant par le moine Asser, Osburh est la fille d'Oslac, un descendant des souverains jutes de l'île de Wight qui occupe le prestigieux poste de pincerna (« bouteiller ») à la cour d'Æthelwulf. Un certain « Osric princeps », qui apparaît sur les chartes royales en qualité de témoin dans les années 840 à 860, pourrait être son frère.
Osburh épouse Æthelwulf alors qu'il est encore roi du Kent sous l'autorité de son père Ecgberht, donc avant 839. Ils ont au moins six enfants, cinq fils et une fille :
- Æthelstan, roi du Kent sous l'autorité de son père jusqu'à sa mort, vers 852 ;
- Æthelbald, roi du Wessex de 858 à 860 ;
- Æthelberht, roi de Kent de 858 à 865 et du Wessex de 860 à 865 ;
- Æthelred, roi du Wessex de 865 à 871 ;
- Alfred, roi du Wessex de 871 à 899 ;
- Æthelswith, épouse du roi Burgred de Mercie.

Au Wessex, la coutume veut que l'épouse du roi ne porte pas le titre de reine, et Osburh n'apparaît pas sur les chartes de son mari. Asser, qui la décrit comme une femme « extrêmement pieuse, noble de caractère et de naissance », rapporte une anecdote à son sujet : Osburh aurait promis d'offrir un livre de chansons à celui de ses fils qui serait le premier à le connaître par cœur. C'est Alfred qui remporte ce concours,.
Æthelwulf se remarie en 856 avec Judith, fille du roi des Francs Charles le Chauve. Osburh est donc nécessairement morte avant cette date, à moins qu'elle n'ait été répudiée, ce qui est moins probable.